# パク・ヨンス
パク・ヨンス（朴龍洙、Park Yong Soo、1981年5月29日 - ）は、韓国出身のキックボクサー、元テコンドー選手。KHAN GYM所属。
バックボーンはテコンドーであり、2004年アテネオリンピック代表選考戦で決勝にまで進出したが、負傷で棄権。パクの棄権のため戦わずして選考戦に優勝した相手選手は、オリンピックで金メダルを獲得している。また、テコンドーの他にボクシング、柔術も経験している。なお、テコンドー選手時代は文大成のライバルであった。
2m近い長身から繰り出される、テコンドーで鍛えた素速くキレのある蹴り技が得意。踵落としやバックスピンキックといった高度な技を試合で披露するところも見られる。しかし、テコンドースタイルに偏ってしまうゆえ、顔面へのパンチの防御面が甘くなってしまうことが多々ある。

## 来歴
2007年8月5日、K-1 WORLD GP 2007 IN HONG KONGで武蔵と対戦。反則の金的を2回蹴ってしまい、インターバル後に復活した武蔵のフックの連打を浴び失神KO負け。後にこの金的の件に関して「最初の2回目までは直接当たっていなかったが3回目は当たってしまい、心理的にも不安になった」と述べている。
2007年9月29日、K-1 WORLD GP 2007 IN SEOUL FINAL16のオープニングファイトでランディ・キムと対戦予定であったが、GP出場予定であったルスラン・カラエフの欠場を受け、前日の記者会見で代役を直訴し、GP出場が決定。GP1回戦をジェロム・レ・バンナと対戦したが、1Rに右フック一発でKO負け。
2008年7月13日、K-1 WORLD GP 2008 IN TAIPEIで上原誠と対戦し、延長RKO負け。
2008年9月27日、K-1 WORLD GP 2008 IN SEOUL FINAL16のオープニングファイトでランディ・キムと対戦し、2RKO負け。
2009年8月2日、K-1 WORLD GP 2009 IN SEOUL -ASIA GP-の1回戦でシング"心"ジャディブと対戦し、右フックでKO負け。

## 戦績
| キックボクシング 戦績 | キックボクシング 戦績 | キックボクシング 戦績 | キックボクシング 戦績 | キックボクシング 戦績 | キックボクシング 戦績 | キックボクシング 戦績 |
| --------------------- | --------------------- | --------------------- | --------------------- | --------------------- | --------------------- | --------------------- |
| 10 試合               | (T)KO                 | 判定                  | その他                | 引き分け              | 無効試合              |                       |
| 3 勝                  | 2                     | 1                     | 0                     | 0                     | 0                     |                       |
| 7 敗                  | 6                     | 1                     | 0                     | 0                     | 0                     |                       |

| 勝敗 | 対戦相手                   | 試合結果                   | 大会名                                                      | 開催年月日     |
| ×    | シング"心"ジャディブ       | 2R 1:35 KO（右フック）     | K-1 WORLD GP 2009 IN SEOUL -ASIA GP- 【ASIA GP 1回戦】      | 2009年8月2日   |
| ×    | マーティン・ロザルスキー   | 3R 0:32 KO                 | K-1 WORLD GP 2009 IN LODZ 【EUROPE GP 1回戦】               | 2009年5月23日  |
| ×    | ランディ・キム             | 2R 1:11 KO（右ローキック） | K-1 WORLD GP 2008 IN SEOUL FINAL16 【オープニングファイト】 | 2008年9月27日  |
| ×    | 上原誠                     | 延長R 1:25 KO（左フック）  | K-1 WORLD GP 2008 IN TAIPEI 【ASIA GP 1回戦】               | 2008年7月13日  |
| ×    | ジェロム・レ・バンナ       | 1R 0:54 KO（右フック）     | K-1 WORLD GP 2007 IN SEOUL FINAL16 【1回戦】                | 2007年9月29日  |
| ×    | 武蔵                       | 2R 0:48 KO（右フック）     | K-1 WORLD GP 2007 IN HONG KONG 【ASIA GP 1回戦】            | 2007年8月5日   |
| ×    | ガオグライ・ゲーンノラシン | 延長R終了 判定0-3          | K-1 FIGHTING NETWORK KHAN 2007 IN SEOUL                     | 2007年2月18日  |
| ○    | Paul Lungruff              | 3R終了 判定                | African Bomba-Yaa                                           | 2006年10月14日 |
| ○    | 渡邉大輔                   | 1R 1:16 KO（左ハイキック） | K-1 FIGHTING NETWORK KHAN 2006 in SEOUL                     | 2006年9月16日  |
| ○    | 力丈                       | 1R 2:27 KO（右ローキック） | K-1 WORLD GP 2006 in SEOUL                                  | 2006年6月3日   |

## 獲得タイトル
- 韓国代表選手選抜テコンドー大会ヘビー級 優勝
- 全国大学個人テコンドー大会ヘビー級 2位
- 大統領旗テコンドー大会ヘビー級 2位
- 韓国代表選手選抜テコンドー大会ヘビー級 3位
- 大統領旗テコンドー大会ヘビー級 3位